# Cel
Cel var jordens gudinna i den etruskiska mytologin. Hon identifierades med grekernas Gaia och romarnas Tellus. 
Cel var enligt myten mor till jättarna och avbildades med en underkropp deformerad av växter. Det fanns ett tempel tillägnat henne vid Lago Trasimeno, där votivgåvor har återfunnits helgade åt Cel Ati, "Moder Cel". 
Månaden september fick hos etruskerna sitt namn efter henne: Celi.